# Tatjana Gerhard
Tatjana Gerhard (Zürich, 23 oktober 1974) is een Zwitserse kunstschilder. Zij woont en werkt in Gent.

## Opleiding en begin van haar carrière
Al van in haar jeugd had Tatjana Gerhard interesse voor tekenen. Zij besloot lerares in het kunstonderwijs te worden en volgde van 1995 tot 1997 een docentenopleiding handvaardigheid aan de Kunst- en Designhogeschool in Zürich en van 1997 tot 2001 een docentenopleiding voor hoger onderwijs in de beeldende kunst eveneens in Zürich. Tijdens deze studies moest ze sporadisch schilderen met olieverf, zonder dat daar veel technische uitleg over werd gegeven.
Na haar studies begon Gerhard zich te interesseren voor schilderen en ging ze zich verdiepen in de de technische kant van schilderen met olieverf. Ze gaf aanvankelijk les, maar ging later in de grootkeuken werken om meer tijd te kunnen besteden aan haar kunst. Ze ging voor een half jaar op reis naar Kroatië, het geboorteland van haar moeder. Ze kwam er mentaal tot rust en ontdekte haar eigen stijl. Haar werk werd snel opgemerkt door enkele galerieën in Zürich en later ook in Bern. Vanaf 2003 kon ze deelnemen aan groepstentoonstellingen en in 2005 kreeg ze haar eerste solotentoonstelling in Zürich. Dat zelfde jaar werd ze uitgenodigd voor een kunstenaarsresidentie van 6 maanden in Berlijn.
In 2006 kreeg Gerhard een solotentoonstelling in de Galerie Rotwand in Zürich. Haar werk verkocht vlot, waardoor ze de stap zette om professionele kunstenaar te worden. Ze bleef twee jaar in Berlijn wonen met het doel om haar carrière uit te bouwen. Ze kon regelmatig deelnemen aan groepstentoonstellingen in Zwitserland en Duitsland. In 2007 kreeg ze haar eerste solotentoonstelling in Duitsland in de Dina4 Projekt galerie in München.

## België en Zwitserland
Haar solotentoonstelling bij Rotwand in Zürich werd door de Belgische Gallery Deweer uit Otegem opgemerkt, die haar in 2010 een solotentoonstelling in zijn galerie aanbood. In 2013 en 2016 zou ze er opnieuw solo tentoonstellen.
In 2010 verhuisde Gerhard definitief naar Gent, waar haar toenmalige partner vandaan kwam.
Zowel in Zwitserland als België kwam haar werk volop in de belangstelling met nog in 2010 groepstentoonstellingen in Mu.Zee in Oostende en het S.M.A.K. in Gent en een solotentoonstelling in Helmhaus in Zurich. In België kon ze de volgende jaren deelnemen aan belangrijke tentoonstellingen zoals de IKOB Kunstpreis in Eupen in 2011, meerdere groepstentoonstellingen in het S.M.A.K. in Gent waaronder de hommage aan Jan Hoet in 2016 (die haar al in 2013 al had ontdekt), de Biënnale van de Schilderkunst in het Museum Dhondt-Dhaenens in 2016, het Raveelmuseum in 2020, het kunstfestival van Watou van 2018, Emergent in Veurne in 2019, de Whitehouse Gallery in Lovenjoel in 2020 en het Museum Dr. Guislain in Gent in 2017. In 2018 kreeg ze een opgemerkte solotentoonstelling in BE-Part in Waregem. Ondertussen was ze ook in contact gekomen met Gallery Plus One in Antwerpen waar ze in 2022 en 2024 solotentoonstellingen kreeg.
In Zwitserland stelde Gerhard onder andere in groep tentoon in het  Musée d'art de Pully in 2020 en het Kunstmuseum in Bern in 2012 en 2024; in haar solotentoonstelling Mayday in Bazel in 2022 maakte ze naast schilderijen op doek ook een monumentale muurschildering.
Buiten België en Zwitserland was haar werk te zien in het Chinese European Art Center in Xiamen in 2013, het 21st Century Museum of Contemporary Art Kanazaw in Japan in 2016 , de Ron Mandos Gallery in Amsterdam in 2022, Raum für Gäste in Aken in 2023 en een solotentoonstelling in Project Room in Parijs in 2011.
In 2025 werd Tatjana Gerhard geselecteerd als een van de toonaangevende hedendaagse kunstenaars voor de overzichtstentoonstelling Painting after Painting in het S.M.A.K.
Haar werk is opgenomen in talrijke openbare en private collecties.

## Oeuvre
Het werk van Gerhard is figuratief, de mens staat centraal in haar werk. Haar schilderijen kenmerken zich door groteske vervormde personages, in een latere fase ook gedefragmenteerd en anatomisch verkeerd samengesteld. Ze lijken op kindertekeningen, stuntelig, naïef met wezens uit een nachtmerrie, maar soms ook speels en vol plezier.  Haar werken zijn raadselachtig en tonen een vervreemde chaotische wereld van angst, twijfel en onrust. Het narratieve en figuratieve grenst aan het abstracte.
Ze maakt haar werken door snelle en intuïtieve penseelstreken. Ze stralen energie uit. Gerhard werkt uitsluitend met olieverf. Ze beperkt zich tot de essentie, ze gaat vooral op zoek naar de ziel van dingen. Haar werken bevatten meerdere lagen boven elkaar die soms op elkaar inwerken. Ze gebruikt een fel contrasterend kleurenpalet en duidelijke contouren. Ze start op basis van een idee, maar wil het resultaat spontaan zien verschijnen, ze werk alleen op basis van emoties, weliswaar universele emoties die het collectieve geheugen beroeren. Werken die niet helemaal afgewerkt zijn beschouwt ze als haar beste, zij streeft niet naar perfectie. Zij is niet op zoek naar harmonie, maar omgekeerd naar storende elementen.
In de meeste gevallen geeft Gerhard geen titel aan haar werk, de interpretatie is voor de toeschouwer.
Haar werken kenden een evolutie, aanvankelijk werden ze glanzend afgewerkt, later werden ze ruwer en krachtiger.
Haar kunst beperkt zich hoofdzakelijk tot schilderen en tekenen. Soms kleeft ze tekeningen op het doek  al of niet in harmonie met het schilderij of maakt ze muurschilderingen.
De werken van Tatjana Gerhard zijn aantrekkelijk en afstotelijk tegelijk. Hierdoor zijn ze controversieel en roepen ze zowel lovende als afkeurende reacties op.

## Openbare collecties
- Baloise Kunstsammlung, Zwitserland
- Collectie van de Vlaamse Gemeenschap, België[20]
- Credit Suisse Kunstsammlung, Zwitserland
- Helvetia Kunstsammlung, Zwitserland
- Julius Bär Kunstsammlung, Zwitserland[21]
- John Jones Art Collection, Groot-Brittannië
- Kunstmuseum Bern, Zwitserland
- Kunstsammlung der Zürcher Kantonalbank, Zwitserland
- Kunstsammlung des Kantons Zürich, Zwitserland
- Kunstsammlung der Stadt Zürich, Zwitserland
- Museum zu Allerheiligen, Schaffhausen, Sturzenegger Stiftung, Zwitserland
- Mu.ZEE, Oostende, België[22]
- Roche Collection, Zwitserland
- S.M.A.K., Gent, België[23]